# Jean-Paul Fournier
Pour les articles homonymes, voir Fournier.
Jean-Paul Fournier, né le 16 octobre 1945 à Génolhac, est un chef d'entreprise et homme politique français.
Il est maire de Nîmes depuis 2001.

## Biographie

### Famille
Jean-Paul Fournier est né le 16 octobre 1945 à Génolhac, dans le Gard, du mariage de Jean Fournier, gendarme, et de Fernande Mendre.
Le 14 octobre 1968, il épouse Liliane Cancel, fonctionnaire, qu'il dit « plus militante que [lui] ». De ce mariage, naissent deux filles.
De confession protestante, il se dit « pas timide mais réservé » ; il reconnaît « instaurer une distance volontaire » avec ses interlocuteurs. Il apprécie le sport, la musique, la littérature et le cinéma.

### Formation
Après des études au lycée Dhuoda de Nîmes, il est diplômé de l'Institut supérieur de la publicité à Bruxelles en 1963.

### Carrière professionnelle
Dès la fin de ses études, Jean-Paul Fournier crée Publi-Déco, « une toute petite entreprise de décoration publicitaire », dont il est le PDG de 1967 à 2001. En parallèle, il est PDG de l'entreprise Affiplus de 1973 à 1990 et président du syndicat des professions de la publicité de 1975 à 1988.

### Carrière politique
Sur le plan politique, il adhère au Rassemblement pour la République (RPR) en 1977, et y exerce la charge de secrétaire de la 1re circonscription du Gard de 1984 à 1989. En 1992, Alain Juppé le nomme secrétaire départemental du RPR.
En 1983, il devient adjoint au maire de Nîmes, Jean Bousquet, délégué à l'Urbanisme. En 1986, il est élu au conseil régional de Languedoc-Roussillon et réélu en 1992 et 1998. En 1988, il remporte le siège de conseiller général du premier canton de Nîmes qu’il conserve en 1994, 2001 et 2008.
En 1997, il envisage dans un premier temps de se présenter dans la 1re circonscription du Gard, mais l'investiture est réservée à l'UDF Yvan Lachaud. Il est finalement suppléant du député sortant Jean-Marie André, candidat à sa réélection ; le tandem est battu par Alain Fabre-Pujol.

### Maire de Nîmes (depuis 2001)
Aux élections municipales de mars 2001, il est élu maire de Nîmes sur une liste d'alliance RPR-UDF avec Yvan Lachaud et Franck Proust. Il gagne face à la liste de gauche menée par le maire sortant Alain Clary.
Parallèlement, il participe à la création de la communauté d'agglomération Nîmes Métropole dont il est élu président en 2002.
Il est ensuite nommé secrétaire départemental de l'Union pour un mouvement populaire (UMP) et membre du bureau politique national.
Il exerce également des fonctions au sein du conseil d’administration du centre national pour le développement du sport (CNDS) et de l'École des mines d'Alès (EMA). Il mène deux missions nationales : l’une consacrée au statut des sapeurs-pompiers volontaires, l’autre relative aux moyens de prévision et de prévention des inondations, confiée par le président de la République Nicolas Sarkozy.
Il est réélu maire lors des élections municipales de mars 2008.
En septembre 2008, il est élu sénateur du Gard, sa suppléante étant Vivette Lopez, la maire de Mus. Il intègre la commission des Affaires étrangères, de la Défense et des Forces armées. Après le renouvellement des commissions, il est élu vice-président de la section Tauromachie du groupe d'étude sur l'élevage.
En novembre 2009, il est condamné à une amende de 15 000 euros par le tribunal correctionnel de Nîmes, pour « prise illégale d'intérêt » dans l'affaire du « Diamant noir ». La peine, confirmée en appel en juillet 2010 par la cour d'appel de Nîmes, ne comprend toutefois pas de mesure accessoire d'inéligibilité.
Il reçoit en 2010 la médaille de l'Association française des aficionados practicos.
En février 2013, dans le cadre de la direction « partagée » entre Jean-François Copé et François Fillon, il devient vice-président de l’UMP, lors de la seconde vague de nomination après celle de janvier, en plus du vice-président délégué Luc Chatel, en poste depuis novembre 2012.
Le 5 juin 2013, il annonce sa candidature aux élections municipales de 2014 à Nîmes. Le 13 décembre, il parvient à un accord d'union avec Yvan Lachaud.
Le 30 mars 2014, sa liste est reconduite à l'occasion des élections municipales. Jean-Paul Fournier, réélu maire de Nîmes pour un 3e mandat, déclare être « très heureux » de cette « victoire de l'union »,. Il décide de ne pas se représenter à la présidence de la communauté d'agglomération Nîmes Métropole ; c'est Yvan Lachaud, son adjoint, qui lui succède, en vertu de l'accord conclu en décembre dernier.
Il est réélu sénateur lors des élections de septembre 2014, et fait entrer à la Haute Assemblée sa colistière Vivette Lopez.
En mars 2015, durant la campagne des élections départementales, il appelle à voter pour le Parti socialiste contre le Front national.

#### Depuis 2015
En octobre 2015, il concède à Objectif Gard être « en fin de règne », et « [avoir] avalé des couleuvres » au long de sa carrière. Il dit son regret d'avoir cédé la présidence de la communauté d'agglomération à Yvan Lachaud, et fait part de son souhait de quitter son poste de maire en 2020. De ses réalisations, celle dont il est le plus fier est Nîmes Métropole ; a contrario, il se dit déçu par la mise en place des Transports collectifs en site propre (TCSP).
Lors de l'élection régionale de 2015 en Languedoc-Roussillon-Midi-Pyrénées, il est candidat en 21e position sur la liste conduite par Dominique Reynié. Après l'avoir envisagé en janvier 2016, il quitte finalement son poste de secrétaire départemental des Républicains en 2017.
Il soutient Nicolas Sarkozy pour la primaire présidentielle des Républicains de 2016.
En décembre 2019, il annonce sa candidature à sa réélection lors des élections municipales de mars suivant.
Il décide, après 25 ans de mandat, de ne pas se représenter aux élections municipales de 2026, ce qui aboutit à une crise de succession au sein de la majorité municipale.

### Hospitalisation
À la suite d'un malaise survenu le week-end du 16 et 17 juillet 2016, Jean-Paul Fournier a été pris en charge par les équipes médicales des Franciscaines de Nîmes, clinique spécialisée dans la chirurgie cardiaque.
Astreint à une période de repos, le sénateur de 70 ans a repris ses activités en janvier 2017.
Durant son indisponibilité, Jean-Paul Fournier est remplacé aux affaires par son premier adjoint Franck Proust.

## Mandats et fonctions politiques

### Mandats nationaux
- du 21 septembre 2008 au 24 septembre 2017 : sénateur du Gard[20]

### Mandats locaux

#### Commune de Nîmes
- depuis 1983 : conseiller municipal de Nîmes[1]
- depuis 2001 : maire de Nîmes[1]

#### Communauté d'agglomération
- 2002 - 2014 : président de la communauté d'agglomération Nîmes Métropole[1]
- depuis 2014 : délégué communautaire à la communauté d'agglomération Nîmes Métropole

#### Conseil général du Gard
- 1988 - 2008[Note 1] : conseiller général[1], élu du canton de Nîmes-1

#### Conseil régional du Languedoc-Roussillon
- 1986 - 2002 : conseiller régional du Languedoc-Roussillon[1]
- 1992 - 1998 : vice-président du conseil régional du Languedoc-Roussillon[1]

### Fonctions partisanes
- février 2013 - 15 juin 2014 : vice-président de l'UMP

### Autres mandats
- 1995 - 1999 : premier vice-président de la chambre des métiers et de l’artisanat (CMA) du Gard[1]
- vice-président de l'Association des maires du Gard[réf. nécessaire]
- depuis 2007 : président du conseil d'orientation du forum pour la gestion des villes et des collectivités territoriales[1]
- 1995 - 1999 : premier vice-président de la chambre des métiers et de l’artisanat (CMA) du Gard[1]

## Décorations
- Officier de la Légion d'honneur
- Officier de l'ordre national du Mérite
- Chevalier de l'ordre des Palmes académiques

Jean-Paul Fournier est promu officier de l'ordre national de la Légion d'honneur en 2007, officier de l'ordre national du Mérite en 2002 et chevalier des Palmes académiques.
En avril 2013, à la suite de sa condamnation pour prise illégale d'intérêt, il est suspendu pour un an du port de ses décorations de la Légion d'honneur et du Mérite.